# Waltham (Maine)
Waltham és una població dels Estats Units a l'estat de Maine (EUA). Segons el cens del 2000 tenia 306 habitants.

## Demografia
Segons el cens del 2000, Waltham tenia 306 habitants, 111 habitatges, i 80 famílies. La densitat de població era de 4 habitants/km².
Dels 111 habitatges en un 37,8% hi vivien nens de menys de 18 anys, en un 58,6% hi vivien parelles casades, en un 7,2% dones solteres, i en un 27,9% no eren unitats familiars. En el 15,3% dels habitatges hi vivien persones soles el 5,4% de les quals corresponia a persones de 65 anys o més que vivien soles. El nombre mitjà de persones vivint en cada habitatge era de 2,76 i el nombre mitjà de persones que vivien en cada família era de 3,1.
Per edats la població es repartia de la següent manera: un 28,4% tenia menys de 18 anys, un 10,1% entre 18 i 24, un 31,7% entre 25 i 44, un 21,9% de 45 a 60 i un 7,8% 65 anys o més.
L'edat mediana era de 36 anys. Per cada 100 dones de 18 o més anys hi havia 104,7 homes.
La renda mediana per habitatge era de 39.167 $ i la renda mediana per família de 40.313 $. Els homes tenien una renda mediana de 23.438 $ mentre que les dones 20.625 $. La renda per capita de la població era de 13.467 $. Entorn del 15,1% de les famílies i el 13,9% de la població estaven per davall del llindar de pobresa.